# Abdin Mohamed Ali Salih
Abdin Mohamed Ali Salih FAAS FTWAS FIWRA (arabe : عابدين محمد علي صالح), né en 1944, est un professeur soudanais de génie civil à l'Université de Khartoum et expert de l'UNESCO en ressources en eau.

## Biographie

### Enfance, éducation et débuts
Salih naît à Wad Madani, au Soudan, en 1944. Salih a rejoint l'Université de Khartoum en 1963 et obtient un baccalauréat ès sciences avec une mention très bien en génie civil en 1969. Il reçoit ensuite un diplôme de l'Imperial College de Londres et le complète avec un doctorat en philosophie en hydraulique en 1972. Il a ensuite un diplôme en hydrologie de l'Université de Padoue, en Italie, en 1974,,.

### Carrière
Après son doctorat, Salih retourne au Soudan en 1973 et rejoint la Faculté d'ingénierie de l'Université de Khartoum en tant que chargé de cours avant de devenir professeur associé en 1977, chef du département de génie civil en 1979 et professeur titulaire en 1982. Il devient vice-chancelier adjoint de l'Université de Khartoum entre 1990 et 1991. Depuis novembre 2022, il est professeur au Département de génie civil de l'Université de Khartoum et membre des conseils d'administration de l'Université de Khartoum et de l'Université soudanaise des sciences et technologies. Il a également été professeur au Collège d'ingénierie de l'Université King Saud de 1982 à 2014,,
Les travaux de recherche et de conseil de Salih se concentrent sur la sécurité de l'eau et la gestion des ressources en eau. Il a servi à l'UNESCO de 1993 jusqu'à ce qu'il devienne directeur de la Division des sciences de l'eau en 2011,,, et a été membre du Conseil exécutif de l'UNESCO de 2015 à 2019,. Il a également été gouverneur suppléant du Conseil mondial de l'eau entre 1999 et 2003. Salih travaille comme conseiller auprès du Haut-commissariat au développement de Riyad, en Arabie Saoudite, il est membre de nombreuses sociétés internationales de l'eau et a été membre du jury de nombreux prix internationaux de l'eau.

## Prix et distinctions
Salih a été élu membre de l' Association internationale des ressources en eau (FIWRA) en 1983, membre de l'Académie africaine des sciences (FAAS) en 1993, et membre de l'Académie mondiale des sciences. (FTWAS) en 2002.
Il a reçu le Prix d'excellence en recherche scientifique de l'Organisation du monde islamique pour l'éducation, les sciences et la culture (ISESCO).

## Vie privée
Salih est marié et a trois enfants.

## Publications sélectionnées
- Abdin M. A Salih, Ouïgour Sendil (1984-09-01). Évapotranspiration sous des climats extrêmement arides . Journal d'ingénierie de l'irrigation et du drainage . 110 (3) : 289-303. est ce que je:10.1061/(ASCE)0733-9437(1984)110:3(289). ISSN 0733-9437.
- Solaiman A. Al-Sha'lan, Abdin MA Salih (1987-11-01). Estimations de l'évapotranspiration dans les zones extrêmement arides . Journal d'ingénierie de l'irrigation et du drainage . 113 (4) : 565-574. est ce que je:10.1061/(ASCE)0733-9437(1987)113:4(565). ISSN 0733-9437.
- Abdin MA Salih, Ibrahim, Nagwa (15/12/1998). Programme hydrologique international de l'UNESCO et gestion durable des ressources en eau dans la région arabe . Dessalement. Articles sélectionnés présentés à la troisième conférence sur l'eau du Golfe vers une utilisation efficace des ressources en eau au sein de la Gulf Water Science and Technology Association (WSTA). 120 (1) : 15-22. est ce que je:10.1016/S0011-9164(98)00197-0. ISSN 0011-9164.
- Abdin MA Salih (1980-10-01). Air entraîné dans un débit d'eau accéléré linéairement . Journal de la Division Hydraulique . 106 (10) : 1595-1605. est ce que je:10.1061/JYCEAJ.0005531.
- Abdin MA Salih (01/01/1985). Le Nil à l'intérieur du Soudan : demandes croissantes et leurs conséquences . Eau Internationale . 10 (2) : 73-78. est ce que je:10.1080/02508068508686311. ISSN 0250-8060.